# 约瑟夫二世 (神圣罗马帝国)
約瑟夫二世（德語：Josef II，1741年3月13日—1790年2月20日）是哈布斯堡—洛林王朝的奧地利大公，1764年加冕羅馬人民的國王（1764年—1790年在位），1765年成为神聖羅馬皇帝（1765年—1790年在位），1780年是為匈牙利國王和波希米亞選侯、米蘭公爵（1780年—1790年）。

## 生平

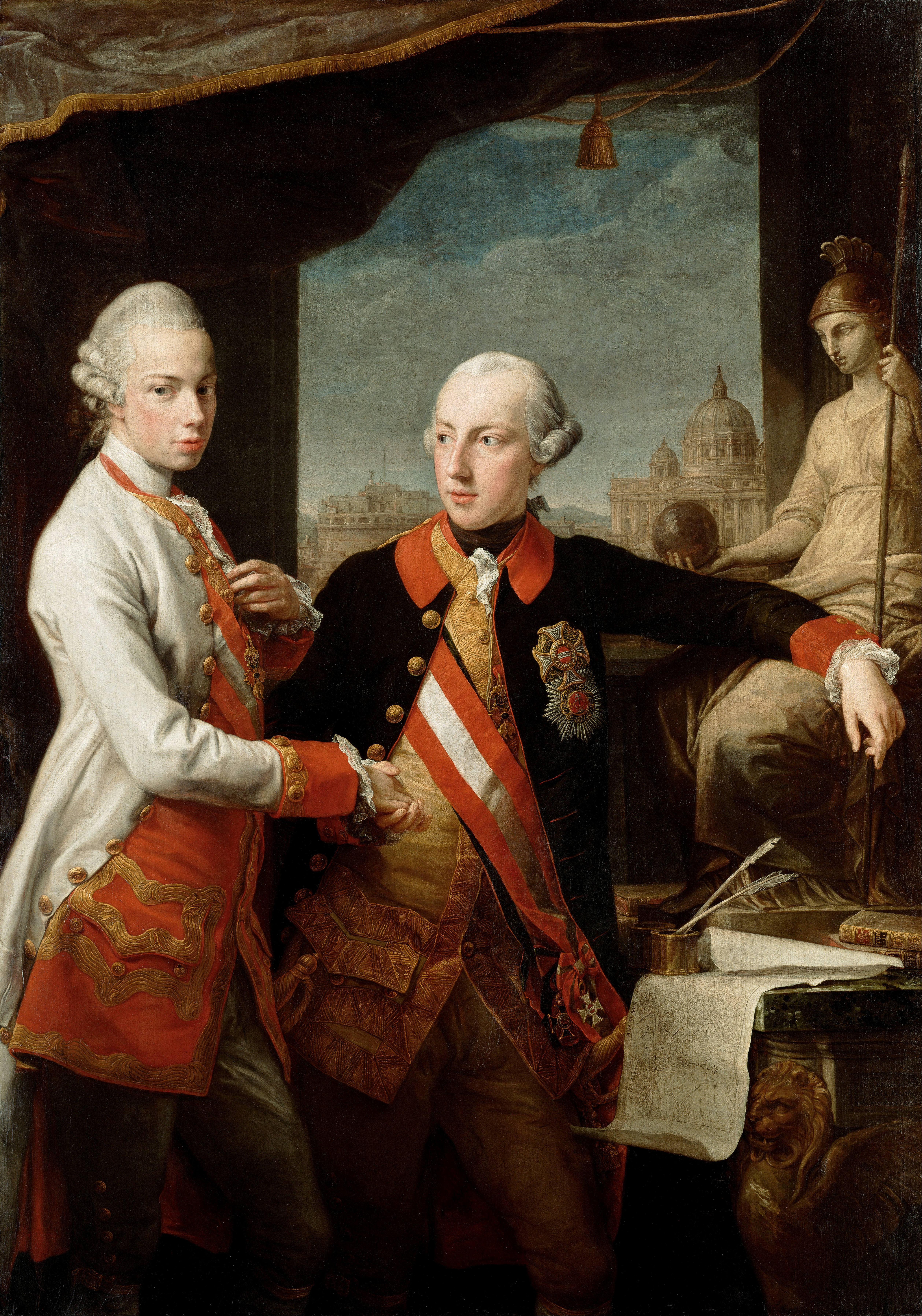
其弟托斯卡纳大公利奧波德一世（左）和約瑟夫二世，蓬佩奧·巴托尼（Pompeo Batoni），1769 年，維也納，藝術史博物館

約瑟夫是奧地利女大公，匈牙利女王和波希米亞女王瑪麗婭·特蕾西婭与托斯卡纳大公，神聖羅馬皇帝弗朗茨一世的长子。

### 即位
約瑟夫二世在1765年當選為神聖羅馬帝國皇帝，但在母親瑪麗婭·特蕾西婭於1780年去世前，兩人維持共治局面，謹慎虔誠的瑪麗婭，常常約束管制約瑟夫過激的啟蒙思想與政策。
他在国内推行一系列改革措施，包括废除农奴制，剥夺帝国境内各天主教的主教特权等。約瑟夫二世他工作勤奮、性情認真，自詡要創造「帝國立法者的哲學」，在單獨治國的十年間（1780-1790年），他發布了一萬一千條法律與六千項行政法令。而在天主教的奧國史上，是第一次喀爾文教派、路德教派與天主教會能融洽地共處在一起；同時，他也結束猶太保留區的設治、廢止猶太人需繳交特別稅與穿著黃色補釘的歧視規定。
他不斷地走訪地方、考察民情，努力設計各種符合理性又有效率的行政改革與集權政策，譬如行政部門採用考績制，並使用專業人員；稅收不由等級議會管理，而由君主直接徵收；每年召開的等級議會被禁止，由君主決定是否開會議政；按照普魯士的體制建立一個密探網，以進行對官僚、貴族的監督調查。也因此，他規定德語為唯一的官方語言，來強化行政效率與統合各民族，結果激怒了自負的匈牙利貴族與精英（馬札爾人）；南尼德蘭的人民也因為自治特權遭受打壓而醞釀反抗，最終使約瑟夫的理性政策大打折扣或被推翻禁止。

### 宗教政策
在宗教方面，約瑟夫阻止教皇干预帝国事务，並強化他母親的天主教政策，讓皇帝主宰了哈布斯堡君主國的天主教事務，國家接管大學並廢除書報檢查制。因此他建造了數以百計的新教堂，同時減少宗教假日的天數。他認為那些修士在「任何國家都是危險而無用的」，因此承諾要把修士轉變為能夠生產工作的有用之人。首先他減少一半的修士與修女數；其次關閉了兩千一百所修道院與修女院，又查禁七百家沉浸於冥想苦思的修道院，空出的房舍則作為教育或慈善事業之用；第三他推動醫院的設立，替維也納贏得醫學中心的美名。

### 教育與法律政策
約瑟夫雖然崇敬布蘭登堡選侯腓特烈大帝，但他對教育的態度與腓特烈大不相同。他相信國民教育與社會平等，由政府提供教師與教科書給小學使用，結果兒童就學率超過四分之一，這是歐洲各國在18世紀後期的最高紀錄。他開放王家獵場給維也納的所有居民，成為任何人都可以遊憩的首都公園。他吸收法律正義的新觀念，一度廢除死刑、酷刑，並強調法律之前人人平等。

### 解放農奴
1781年，他解放農奴、廢除農奴對貴族的勞役契約，以及貴族主宰農民的傳統特權，象徵了平等主義的高潮。他也嘗試重農主義者鼓吹的單一土地稅政策（意味著對貴族加稅），不論從經濟或社會觀點來看，這些都是革命性的改變，因此激起了貴族的全面反對，匈牙利王國、南尼德蘭公開反叛，讓晚年的約瑟夫疲於應對。最終在他死後，其弟利奧波德二世繼後位撤銷了許多過激的改革，才平息了各地特權人士的反亂。

### 對外政策
他在天才外交家考尼茨-里特貝格親王的輔佐下，發起一連串野心勃勃的外交計劃。1772年為遏止俄羅斯對鄂圖曼土耳其的過度侵略，他以結盟土耳其來威脅俄國女沙皇凱薩琳二世；結果在普魯士的腓特烈大帝協調之下，俄、奧、普決定聯手瓜分波蘭立陶宛的部分土地，以第一次瓜分波蘭來滿足各自的領土野心，並讓奧地利獲得較多較好份額以補償失去西里西亞的痛苦。
1778年，他利用巴伐利亞選帝侯繼承問題的機會，試圖用部分的南尼德蘭來交換下巴伐利亞擴大奧地利勢力。結果腓特烈大帝害怕奧地利會因此稱霸南德意志，發動巴伐利亞王位繼承戰爭，隔年在俄軍支持下挫敗約瑟夫的計劃。1785年他再次計劃用全部的南尼德蘭來交換巴伐利亞，同樣被腓特烈二世挫敗；這次腓特烈聯合北德意志諸侯作後盾，輕易逼得約瑟夫放棄交換計劃，「德意志二元現象」被正式承認。
交換計劃徹底放棄之後，約瑟夫與俄國的凱薩琳二世結盟，共同進攻土耳其在巴爾幹半島的領土，希望擴張土地。此時奧地利的軍隊經過約瑟夫的勵精圖治與整軍經武，從二十萬擴大到三十萬，似乎該有一番新的成就。但1787-1791年間的奧土戰爭，雖然初期連戰連勝，於1789年占領塞爾維亞首府貝爾格勒，後來卻因為後勤負擔太大與士兵染病（半數士兵都病倒），變成得不償失的苦戰，再加上約瑟夫運氣頗壞，1788-1789年歐洲各地多發生嚴重的天災與飢荒，災情最嚴重的法國因此促發1789年的法國大革命，奧地利和匈牙利各地也在天災的打擊下怨聲載道。為應付戰爭而加稅徵兵的結果使匈牙利等地區發生普遍叛亂，匈牙利貴族更醞釀在1789年聯合造反。1790年約瑟夫病死後，繼位的皇帝利奧波德二世迅速在1791年與土耳其議和，放棄大部分占領的土地（包含重鎮貝爾格勒）。
奧土戰爭與天災的效應嚴重，隨著食品價格和稅收上漲以及新徵兵制的實施，維也納的氣氛十分緊張。1788-89年歉收之後，奧地利爆發麵包騷亂，皇帝的聲望一落千丈。奧地利文化精英的士氣也受到嚴重侵蝕；對徵兵的恐懼導致許多貴族家庭離開維也納，人們普遍對約瑟夫皇帝感到失望，認為他背叛開明改革運動的承諾。

## 遺言
晚年的約瑟夫遭受接踵而來的叛亂與挫敗，當他臨終時，遺命在自己的墓碑上題字：「雖有善良的想法，但終究一事無成的人長眠於此」。

## 家庭
- 第一个妻子：1760年10月6日同波旁。帕尔马公爵菲立浦的长女伊莎贝拉郡主（1741年－1763年）结婚，育有两女。

1. 长女：瑪麗婭·特蕾西婭·伊丽莎白，1762年3月20日－1770年1月23日。
2. 次女：瑪麗婭·克里斯丁，1763年11月22日出生，同日夭折。

- 第二个妻子：1765年1月23日同患过天花的巴伐利亚选帝侯卡尔·阿尔布莱希特尔的幼女玛利亚·约瑟法（1739年－1767年）结婚，无子女。